# Raymond Whittindale
Raymond Whittindale (1883 - 9. april 1915) var en britisk rugbyspiller som deltog i OL 1900 i Paris.
Whittindale vandt en sølvmedalje i rugby under OL 1900 i Paris. Han var med på det britiske rugbyhold som kom på en delt andenplads i rugbyturneringen.
Hans bror Claude Whittindale var også med på holdet.